# بلجيوم (ويسكونسن)
بلجيوم (بالإنجليزية: Belgium, Wisconsin)‏ هي بلدة تقع في الولايات المتحدة في مقاطعة أوزاوكي (ويسكونسن). يقدر عدد سكانها بـ 2,245 نسمة ومساحتها 6.27 كم2 وترتفع عن سطح البحر 225 متر.

## التركيبة السكانية
قام مكتب تعداد الولايات المتحدة بتحديد بيانات التركيبة السكانية لبلجيوم في تعداد الولايات المتحدة. في ما يلي، التركيبة السكانية حسب تعدادي 2000 و2010.

### تعداد عام 2000
بلغ عدد سكان بلجيوم 1,678 نسمة بحسب تعداد عام 2000، وبلغ عدد الأسر 582 أسرة وعدد العائلات 444 عائلة مقيمة في القرية. في حين سجلت الكثافة السكانية 1,163.0 نسمة لكل ميل مربع (449.0/كم2). وبلغ عدد الوحدات السكنية 592 وحدة بمتوسط كثافة قدره 410.3 نسمة لكل ميل مربع (158.4/كم2).
وتوزع التركيب العرقي للقرية بنسبة 96.31% من البيض و 0.42% من الأمريكيين الأصليين و 0.18% من الأمريكيين ذوي الأصول الآسيوية و 0.48% من الأمريكيين الأفارقة و 1.13% من عرقين مختلطين أو أكثر.
بلغ عدد الأسر 1582 أسرة كانت نسبة 44.5% منها لديها أطفال تحت سن الثامنة عشر تعيش معهم، وبلغت نسبة الأزواج القاطنين مع بعضهم البعض 67.9% من أصل المجموع الكلي للأسر، ونسبة 5.8% من الأسر كان لديها معيلات من الإناث دون وجود شريك، وكانت نسبة 23.7% من غير العائلات. تألفت نسبة 19.6% من أصل جميع الأسر من أفراد ونسبة 7.4% كانوا يعيش معهم شخص وحيد يبلغ من العمر 65 عاماً فما فوق. وبلغ متوسط حجم الأسرة المعيشية 3.31، أما متوسط حجم العائلات فبلغ 2.85.
بلغ العمر الوسطي للسكان 32 عاماً. وكانت نسبة 31.8% من القاطنين تحت سن الثامنة عشر، وكانت نسبة 6.8% بين الثامنة عشر والأربعة وعشرون عاماً، ونسبة 36.1% كانت واقعةً في الفئة العمرية ما بين الخامسة والعشرون حتى والأربعة وأربعون عاماً، ونسبة 16.5% كانت ما بين الخامسة والأربعون حتى الرابعة والستون، ونسبة 8.8% كانت ضمن فئة الخامسة والستون عاماً فما فوق. يوجد لكل 100 أنثى 101.2 ذكر، ويوجد لكل 100 أنثى في الثامنة عشر من عمرها فما فوق 99.5 ذكر.
بلغ متوسط دخل الأسرة في القرية 53,523 دولار، أما متوسط دخل العائلة فبلغ 59,375 دولار. وكان متوسط دخل الذكور 40,152 دولار مقابل 25,609 دولار للإناث. وسجل دخل الفرد الخاص بالقرية 20,659 دولار. وكانت نسبة 1.8% من العائلات ونسبة 2.4% من السكان تحت خط الفقر، وكان من هؤلاء نسبة 2.8% تحت سن الثامنة عشر ونسبة 6.0% في الخامسة والستين من العمر وما فوق.

### تعداد عام 2010
بلغ عدد سكان بلجيوم 2,245 نسمة بحسب تعداد عام 2010، وبلغ عدد الأسر 817 أسرة وعدد العائلات 608 عائلة مقيمة في القرية. في حين سجلت الكثافة السكانية 927.7 نسمة لكل ميل مربع (358.2/كم2). وبلغ عدد الوحدات السكنية 848 وحدة بمتوسط كثافة قدره 350.4 لكل ميل مربع (135.3/كم2).
وتوزع التركيب العرقي للقرية بنسبة 94.5% من البيض و 0.4% من الأمريكيين الأصليين و 0.9% من الأمريكيين ذوي الأصول الآسيوية و 0.4% من الأمريكيين الأفارقة و 0.8% من عرقين مختلطين أو أكثر.
بلغ عدد الأسر 817 أسرة كانت نسبة 41.9% منها لديها أطفال تحت سن الثامنة عشر تعيش معهم، وبلغت نسبة الأزواج القاطنين مع بعضهم البعض 66.0% من أصل المجموع الكلي للأسر، ونسبة 5.1% من الأسر كان لديها معيلات من الإناث دون وجود شريك، بينما كانت نسبة 3.3% من الأسر لديها معيلون من الذكور دون وجود شريكة وكانت نسبة 25.6% من غير العائلات. وبلغ متوسط حجم الأسرة المعيشية 3.24، أما متوسط حجم العائلات فبلغ 2.74.
بلغ العمر الوسطي للسكان 35 عاماً. وكانت نسبة 29.7% من القاطنين تحت سن الثامنة عشر، وكانت نسبة 4.6% بين الثامنة عشر والأربعة وعشرون عاماً، ونسبة 33.8% كانت واقعةً في الفئة العمرية ما بين الخامسة والعشرون حتى والأربعة وأربعون عاماً، ونسبة 23.5% كانت ما بين الخامسة والأربعون حتى الرابعة والستون، ونسبة 8.3% كانت ضمن فئة الخامسة والستون عاماً فما فوق. وتوزع التركيب الجنسي للسكان بنسبة 51.0% ذكور و49.0% إناث.